# Lista de Estados soberanos em 1901

## Estados soberanos

### A
- Achém – Sultanato de Achém
- Andorra – Principado de Andorra
- Argentina – República Argentina
- Aro – Confederação Aro
- Axante – União Axante
- Austrália – Comunidade da Austrália (de 1 de janeiro)
- Áustria-Hungria – Império Austro-Húngaro

### B
- Beihan - Emirado de Beihan
- Bélgica – Reino da Bélgica
- Butão – Reino do Butão
- Bolívia – República da Bolívia
- Brasil – República dos Estados Unidos do Brasil
- Bulgária – Principado da Bulgária

### C
- Canadá – Domínio do Canadá
- Champasak - Reino de Champasak
- Chile – República do Chile
- China – Grande Império Qing
- Colômbia – República da Colômbia
- Estado Livre do Congo – Estado Livre do Congo
- Coreia – Império Coreano
- Costa Rica – República da Costa Rica
- Creta – Estado Cretense

### D
- Dinamarca – Reino da Dinamarca
- Dhala - Emirado de Dhala
- República Dominicana – República Dominicana

### E
- Equador – República do Equador
- El Salvador – Salvador
- Etiópia – Império da Etiópia

### F
- França – República Francesa

### G
- Alemanha – Império Alemão
- Grécia – Reino da Grécia
- Guatemala – República da Guatemala

### H
- Ha'il – Emirado do Ha'il
- Haiti – República do Haiti
- Honduras – República das Honduras

### I
- Itália – Reino de Itália

### J
- Japão – Império do Japão

### K
- Kongo – Reino do Kongo

### L
- Libéria – República da Libéria
- Listenstaine – Principado do Listenstaine
- Luxemburgo – Grão-Ducado do Luxemburgo

### M
- – Estados Unidos Mexicanos
- – Principado do Mónaco
- Montenegro – Principado do Montenegro
- Marrocos – Reino de Marrocos

### N
- – Reino dos Países Baixos
- – República da Nicarágua

### O
- Estado Livre de Orange – República do Estado Livre de Orange
- Império Otomano – Estado Otomano Sublime
- Uadai – Império de Uadai

### P
- Paraguai – República do Paraguai
- Pérsia – Império Persa
- Peru – República Peruana
- Portugal – Reino de Portugal

### R
- Roménia – Reino da Roménia
- Russia – Império Russo

### S
- San Marino – República Sereníssima de São Marinho
- Sérvia – Reino da Sérvia
- Predefinição:Country data Siam – Reino do Sião
- Socoto – Califado de Socoto
- Suazilândia – Reino da Suazilândia
- – República Sul-Africana
- Espanha – Reino de Espanha
- Suécia-Noruega (União pessoal)
  -  – Reino da Noruega
  -  Suécia – Reino da Suécia
- Suíça  – Confederação Suíça

### T
- Tavolara – Reino de Tavolara

### U
- Reino Unido – Reino Unido da Grã-Bretanha e Irlanda
- Estados Unidos – Estados Unidos da América
- Uruguai – República Oriental do Uruguai

### V
- Venezuela – Estados Unidos da Venezuela